# Блох, Борис Эмильевич
Борис Эмильевич Блох (англ. Boris Bloch; род. 12 февраля 1951, Одесса) — германский пианист и дирижёр украинского происхождения.
Сын Эмиля Блоха, администратора Одесской филармонии. В 1958—1968 гг. учился в Одесской средней специальной музыкальной школе имени Столярского у Элеоноры Левинзон (по собственным воспоминаниям, был принят в класс альта, но с самого начала хотел стать пианистом). Окончив школу на год раньше положенного, поступил в Московскую консерваторию в класс Татьяны Николаевой, откуда на втором курсе перевёлся в класс Дмитрия Башкирова.
Окончив консерваторию, в 1974 году эмигрировал в США. Жил и работал в Нью-Йорке, принял участие в нескольких международных конкурсах, став победителем Международного конкурса пианистов имени Бузони (1978). С 1985 года живёт в Германии, профессор фортепиано в Университете искусств Фолькванг.
Особенно известен как интерпретатор фортепианных произведений Ференца Листа и Модеста Мусоргского, однако выступает с сочинениями самых разных композиторов XVIII—XX веков. Среди осуществлённых Блохом записей — фортепианный концерт Бузони (с Оркестром Тонхалле под управлением Кристофа Эшенбаха).
С 1990-х гг. работает также как дирижёр. В 1994—1997 гг. музыкальный руководитель, затем в 2014—2016 гг. художественный руководитель Одесского театра оперы и балета.